# Richard Margison
Richard Charles Margison (Victoria, 16 luglio 1953) è un tenore canadese e vive a Stouffville, Ontario, Canada.

## Biografia
Margison ha iniziato la sua carriera a Victoria, Columbia Britannica, dove cantava canzoni popolari nei caffè e nei club. È apparso in Search for the Stars della CBC nel 1981.

## Highlands Opera Studio
Nel 2007 Margison e la direttrice d'opera Valerie Kuinka, hanno fondato l'Highlands Opera Studio, un programma di formazione per professionisti emergenti dell'opera.

## Riconoscimenti
Nel 2003 è stato inserito nella Canadian Opera Hall of Fame nel 2003.